# Via XVIII
Pour les articles homonymes, voir Via Nova Traiana et Quatuor Via Nova.
La Vía Nova, ou Via XVIII, Geira au Portugal, est une voie romaine qui apparaît avec le numéro XVIII dans l'Itinéraire d'Antonin. Elle reliait les villes de Bracara Augusta (actuellement Braga) à Asturica Augusta (Astorga). Sa longueur est de 215 milles romains (environ 318 kilomètres). 

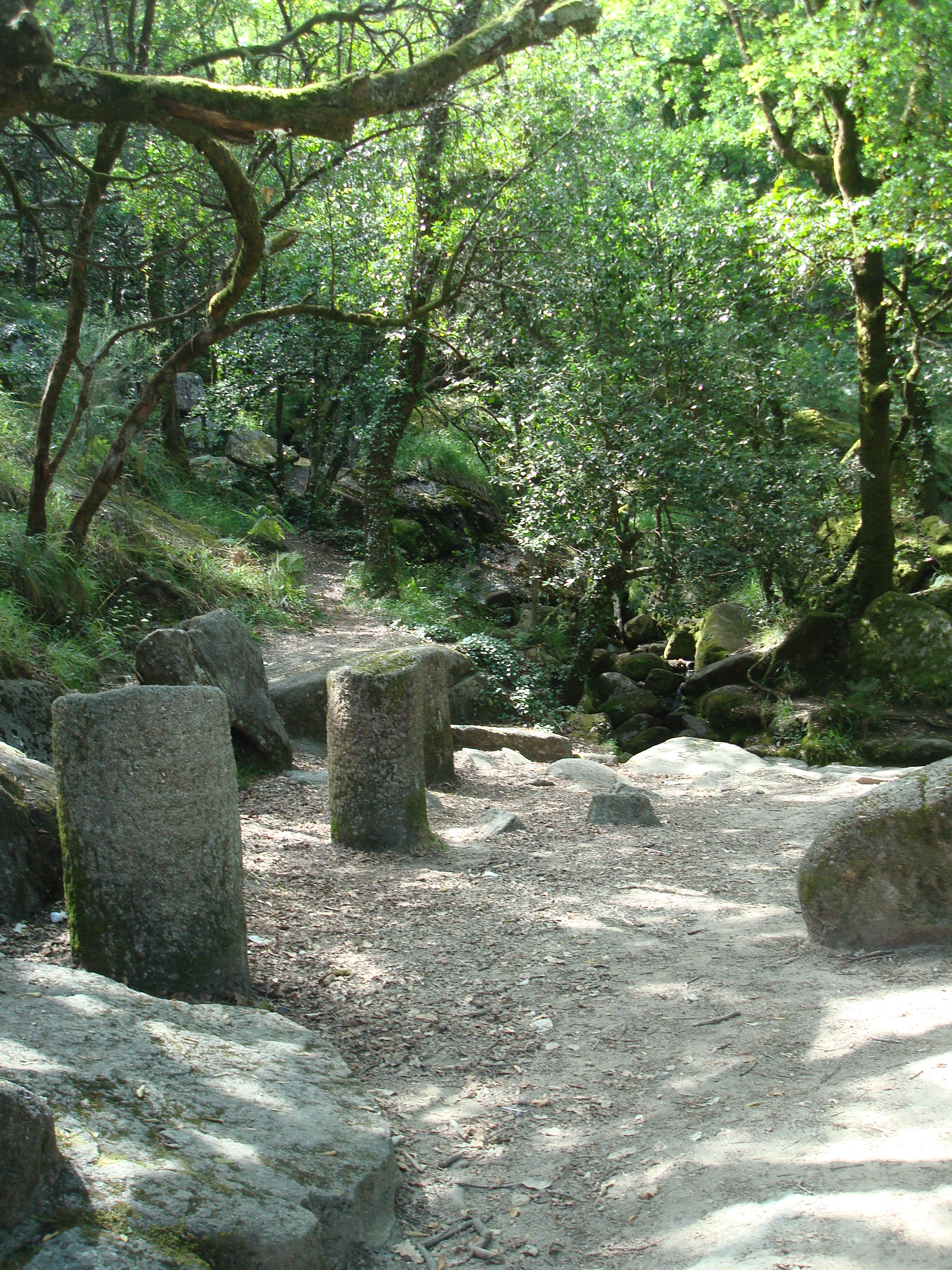
Geira, Parc national de Peneda-Gerês.

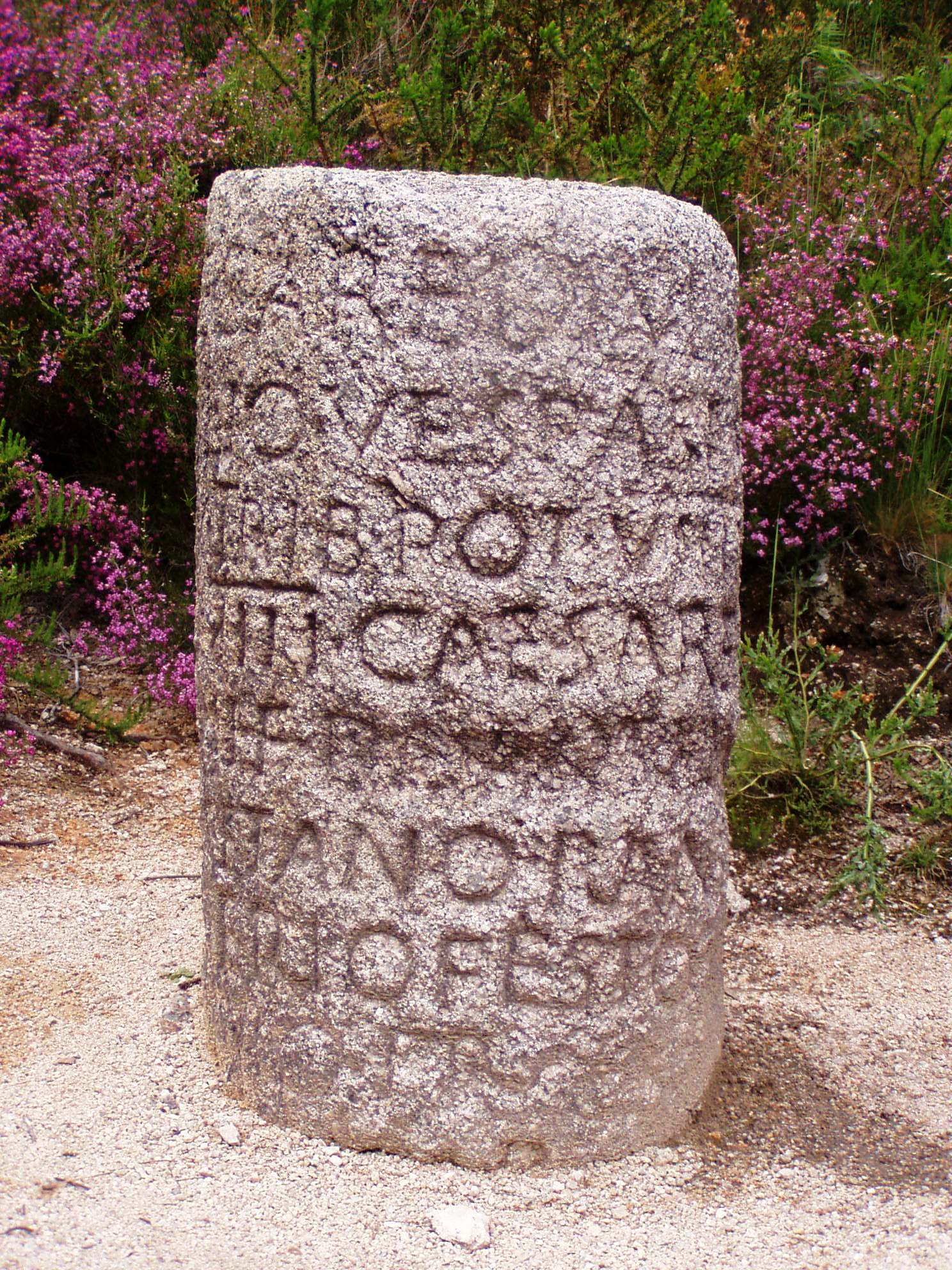
Milliaire XXIX sur la Vía Nova à Campo do Gerês (Terras de Bouro) (Portugal).

## Historique
Elle fut construite en 79 - 80 sous les empereurs Vespasien et Titus, par le légat C. Calpetanus Rantius Quirinalis Valerius Festus, à des fins commerciales, et restaurée par Maximin le Thrace et son fils Maximus. 
Le trajet est donné en détail par l'Itinéraire d'Antonin (IIIe siècle). Des milliaires étaient disposés à chaque mille romain. Cette route est celle qui conserve le plus grand nombre de bornes milliaires de toute l'Europe (281 ). On comptait, entre Bracara Augusta et Asturica Augusta, onze mansiones (relais de la poste impériale).

## Itinéraire
Liste des relais (mansiones) :
1. Braga (Bracara Augusta)
2. Lugar de Saim, Chorense, Terras de Bouro (Salaniana, XXI)
3. Baños de Riocaldo (Aquis Originis, XVIII)
4. Baños de Bande (Aquis Querquennis, XIV)
5. Sandiás (Geminis, XVI)
6. Baños de Molgas (Salientibus, XVIII)
7. O Burgo (Praesidio, XVIII)
8. Trives (Nemetobriga, XIII)
9. A Cigarrosa, Petín (Foro, XIX)
10. Robledo da Lastra (Gemestario, XVIII)
11. Castro da Ventosa, Cacabelos (Bergido, XIII)
12. San Román de Bembibre (Interamnio - ou Interaconio ? - Flavio, XX)

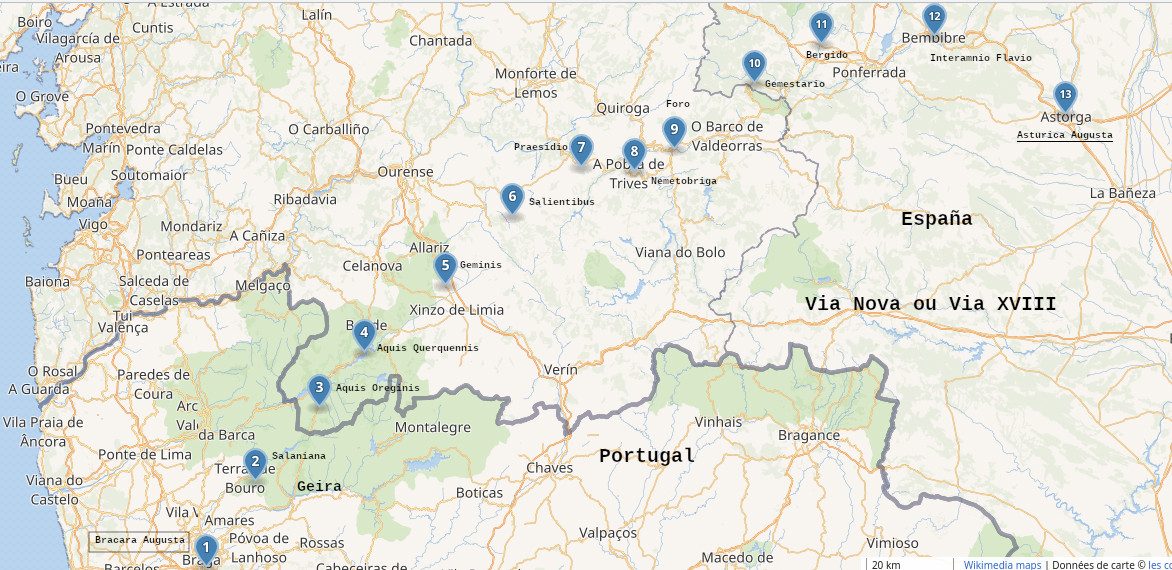
Relais de la Via Nova

13. Astorga (Asturica Augusta, XXX)

### Articles liés
- Liste de voies romaines
- Voie romaine
- Borne milliaire